# Lijst van voetbalinterlands Brazilië - Trinidad en Tobago (vrouwen)
Deze lijst van voetbalinterlands is een overzicht van alle officiële voetbalinterlands tussen de nationale vrouwenteams van Brazilië en Trinidad en Tobago. De landen hebben tot nu toe twee keer tegen elkaar gespeeld.

## Wedstrijden
| № | Plaats     | Datum           | Competitie                                     | Wedstrijd                     | Uitslag |
| - | ---------- | --------------- | ---------------------------------------------- | ----------------------------- | ------- |
| 1 | Louisville | 25 juni 2000    | Noord-Amerikaans kampioenschap 2000            | Brazilië − Trinidad en Tobago | 11 − 0  |
| 2 | Natal      | 9 december 2015 | International Women's Football Tournament 2015 | Brazilië − Trinidad en Tobago | 11 − 0  |

## Samenvatting
| Competitie                                | Totaal gespeeld | Winst Brazilië | Gelijk | Winst Trinidad en Tobago | Doelsaldo Brazilië – Trinidad en Tobago |
| ----------------------------------------- | --------------- | -------------- | ------ | ------------------------ | --------------------------------------- |
| Noord-Amerikaans kampioenschap            | 1               | 1              | 0      | 0                        | 11 − 0                                  |
| International Women's Football Tournament | 1               | 1              | 0      | 0                        | 11 − 0                                  |
| Totaal                                    | 2               | 2              | 0      | 0                        | 22 − 0                                  |

CBF · A-internationals · Braziliaans mannenelftal
1986 – 1999 · 2000 – 2009 · 2010 – 2019 · 2020 – 2029
Argentinië ·
Australië ·
Bolivia ·
Canada ·
Chili ·
China ·
Colombia ·
Costa Rica ·
Denemarken ·
Duitsland ·
Ecuador ·
Engeland ·
Equatoriaal-Guinea ·
Finland ·
Frankrijk ·
Ghana ·
Griekenland ·
Haïti ·
Hongarije ·
IJsland ·
India ·
Italië ·
Jamaica ·
Japan ·
Kameroen ·
Mexico ·
Nederland ·
Nicaragua ·
Nieuw-Zeeland ·
Nigeria ·
Noord-Korea ·
Noorwegen ·
Oekraïne ·
Panama ·
Paraguay ·
Peru ·
Polen ·
Portugal ·
Puerto Rico ·
Rusland ·
Schotland ·
Spanje ·
Thailand ·
Trinidad en Tobago ·
Uruguay ·
Venezuela ·
Verenigde Staten ·
Zambia ·
Zuid-Afrika ·
Zuid-Korea ·
Zweden ·
Zwitserland